# María Josefa Ezcurra
María Josefa Ezcurra (Buenos Aires, 26 de noviembre de 1785 - Ibídem, 6 de septiembre de 1856) fue una política argentina que colaboró con su sobrina Manuela Rosas, y es mayoritariamente conocida por haber sido una amante secreta de Manuel Belgrano, con quien tuvo un hijo que no reconocieron, y que fue criado por Juan Manuel de Rosas.

## Trayectoria

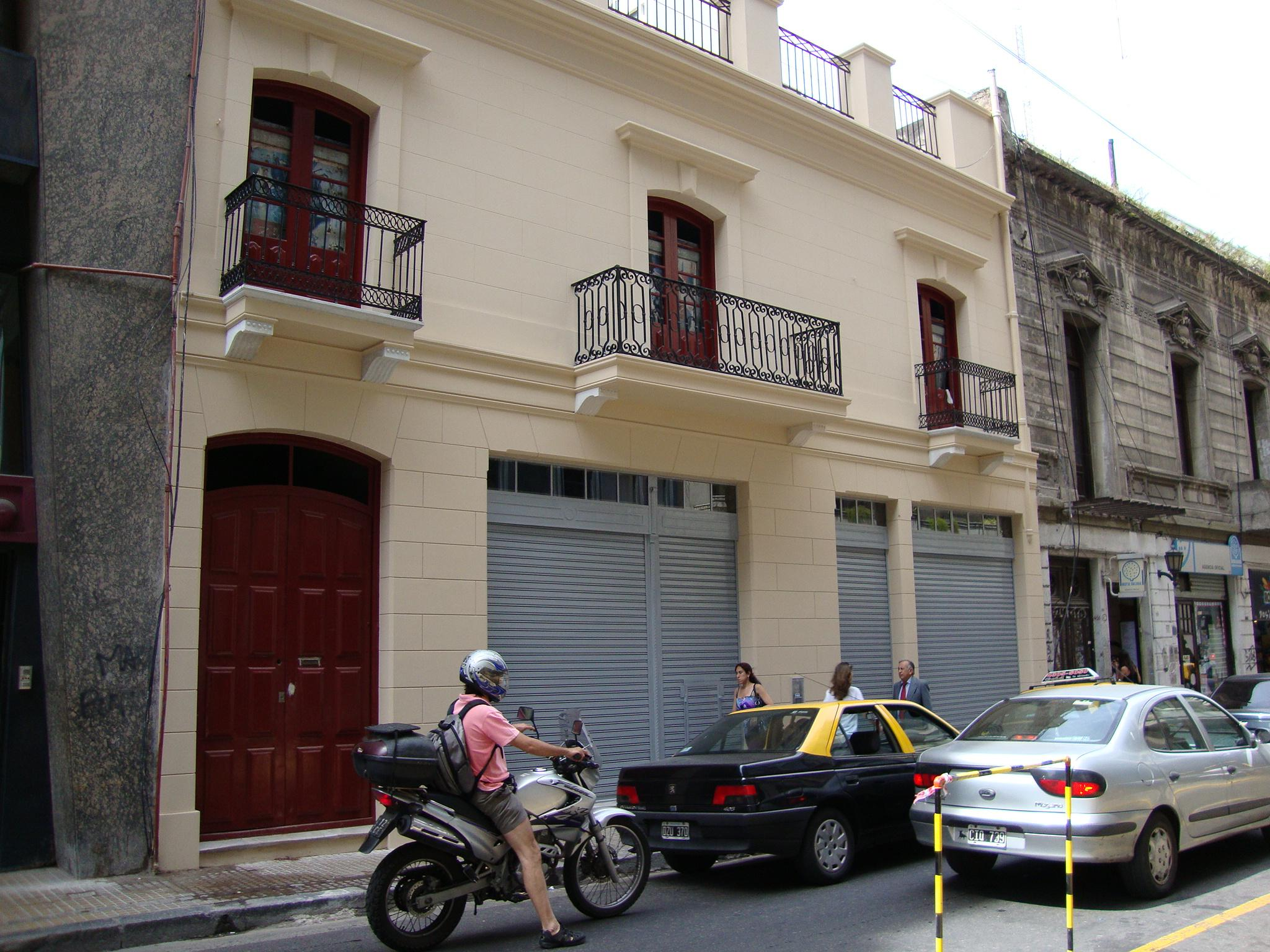
Altos de Ezcurra, residencia de María Josefa Ezcurra, construida hacia 1830.

Sus padres fueron Teodora de Arguibel y Juan Ignacio Ezcurra. Fue hermana de Encarnación Ezcurra (esposa de Juan Manuel de Rosas, y además participaba en el federalismo).
María Josefa acompañaba a su padre, al Consulado de Comercio, donde conoció a Manuel Belgrano, secretario del mismo, con quien inició una relación amorosa en 1802, cuando Manuel tenía 32 años y María Josefa, 17.
En 1803, obedeciendo la voluntad de sus padres, que no era la suya, se casó con Juan Esteban Ezcurra, un primo llegado de España. Se desconoce si mantuvo su relación con Belgrano durante el tiempo de convivencia con su esposo, pero éste regresó a España poco después del estallido de la Revolución de Mayo. El esposo falleció años más tarde, quedando María Josefa como su única heredera.
María Josefa continuó o reinició su relación amorosa con Belgrano y lo acompañó en varias de sus campañas militares, sin hacer caso a los mandatos sociales de la época. María se sentía libre y, cuando Belgrano se hizo cargo del Ejército del Norte, decidió acompañarlo. En marzo de 1812 tomó la "mensajería de Tucumán", una diligencia que tardaba treinta días en llegar a la ciudad norteña. Cuando llegó a San Miguel de Tucumán, el general estaba en Jujuy y hacia allí fue la joven porteña. A fines de abril llegó a San Salvador, donde pudo reencontrarse con su amado Manuel y acompañarlo en el frente de batalla.
Tuvieron en 1813 un hijo llamado Pedro, al cual ninguno de los dos padres reconoció. Fue adoptado por Juan Manuel de Rosas y su esposa Encarnación Ezcurra, y criado en una de las estancias del matrimonio. Recibió el nombre de Pedro Pablo Rosas y Belgrano.
En 1833, don Juan Manuel cumplió con su promesa de contarle a aquel hombre de 20 años, que ya era el juez de paz de Azul, su verdadero origen familiar. 
María Josefa acompañó a Manuelita Rosas (hija de Juan Manuel) en actos y fiestas, y atendió a la gente del pueblo que tenía afinidad con el gobierno. Vivió muchos años en una casa de la calle Adolfo Alsina 455, que actualmente pertenece al Buenos Aires Museo.

## Homenajes
La novela María Josefa Ezcurra, el amor prohibido de Belgrano, de la escritora Carmen Verlichak, se inspira en la vida de esta mujer.